# Gedit
gedit是一个GNOME桌面环境下兼容UTF-8的文本编辑器。它简单易用，有良好的语法高亮，对中文支持很好，支持包括GB2312、GBK在内的多种字符编码。gedit是一款自由软件。

## 特点
gedit包含语法高亮和标签编辑多个文件的功能。利用GNOME VFS库，它还可以编辑远程文件。它支持完整的恢复和重做系统以及查找和替换。
它还支持包括多语言拼写检查和一个灵活的插件系统，可以动态地添加新特性。例如snippets和外部程序的整合。
gedit还包括一些小特性，包括行号显示，括号匹配，文本自动换行，自動完成，代碼折疊，批次縮排，批次註解，嵌入式終端，当前行高亮以及自动文件备份。

## 架构
由于是为X Window System设计，它使用GTK+ 2.0和GNOME 2.0库，能支援視窗桌面環境下的拖放功能；並可在GNOME中的說明文件獲取此編輯器的使用方法。
近來以Gedit為架構基礎的新一代編輯器gPHPedit ;將提升PHP與HTML及CSS開發編輯方面的支援。